# Kanton Vianden
Kanton Vianden (francouzsky Canton de Vianden, německy Kanton Vianden, lucembursky Kanton Veianen) je kanton v Lucembursku. S rozlohou 54,08 km² je vůbec nejmenším kantonem v zemi.

## Geografie a populace
Na severu sousedí s kantonem Clerf, na jihu a západě s kantonem Diekirch a na východě hraničí s německou spolkovou zemí Porýní-Falc. Před zřízením kantonů[kdy?] se tato oblast nazývala Hrabství Vianden (Grafschaft Vianden); před zánikem lucemburských distriktů v roce 2015 byl jedním z pěti kantonů zaniklého distriktu Diekirch.
Žije zde celkem 4951 obyvatel (2016).

## Správní rozdělení
Kanton je složen celkem ze 3 obcí, jimiž jsou:
- Putscheid (1 090 obyvatel)
- Tandel (1 943 obyvatel)
- Vianden (1 918 obyvatel)